# (8017) 1990 RM5
A (8017) 1990 RM5 a Naprendszer kisbolygóövében található aszteroida. Henry Holt fedezte fel 1990. szeptember 15-én.